# سیارک ۱۱۸۲۶
سیارک ۱۱۸۲۶ (به انگلیسی: 11826 Yurijgromov، نامگذاری:1982UR10) یازده هزار و هشتصد و بیست و ششمین سیارک کشف شده‌است که در ۲۵ اکتبر ۱۹۸۲ کشف شد.
قدر مطلق سیارک برابر ۲۵٫۷ است.